# Amphineurus zborowskii
Amphineurus zborowskii là một loài ruồi trong họ Limoniidae. Chúng phân bố ở miền Australasia.